# Élections législatives de 1950 aux îles Féroé
Les élections générales féroïennes se sont tenues le 8 novembre 1950. Ces élections ont été marquées par la victoire du Parti du peuple qui obtient 8 des 25 sièges composant le Løgting.

## Résultats
| Parti | Parti                           | Voix   | %    | +/-        | Sièges | +/-        |
| ----- | ------------------------------- | ------ | ---- | ---------- | ------ | ---------- |
|       | Parti du peuple (A)             | 3 750  | 32,3 | 8,6        | 8      | stagnation |
|       | Parti de l'union (B)            | 3 170  | 27,3 | 1,4        | 7      | 1          |
|       | Parti social-démocrate (C)      | 2 605  | 22,4 | 5,7        | 6      | 2          |
|       | Parti républicain (E)           | 1 145  | 9,8  |            | 2      |            |
|       | Parti de l'autogouvernement (D) | 957    | 8,2  |            | 2      |            |
| Total | Total                           | 11 627 | 100  | stagnation | 25     | 7          |